# Achylie
Achylie (von griechisch ἁ- a- [Verneinungspartikel] und χυλός chylos „Saft“) beschreibt ein Fehlen der Verdauungssäfte des Magens oder des Pankreas.
Die heute ungebräuchliche Bezeichnung fasst zwei Erkrankungen zusammen: Das Fehlen der Magen- und das der Pankreasäfte.

## Achylia gastrica
Achylia gastrica ist das komplette Fehlen der Magensäfte, also der Salzsäure, des Eiweiß spaltenden Enzyms Pepsin und des intrinsischen Faktors (Mucoproteine). Folge letzteren ist meist eine perniziöse Anämie. Als Ursache kommen chronische atrophische Gastritis und Magenkarzinom infrage.

## Achylia pancreatica
Achylia pancreatica ist das komplette Fehlen der Pankreassäfte. Mögliche Ursachen sind Verlegung des Ausführungsganges (Ductus pancreaticus) durch Konkrement oder Neoplasie oder eine Exokrine Pankreasinsuffizienz.

## Symptome und Behandlung
Die Symptome entsprechen ihren Grunderkrankungen wie Tumor oder Verschluss durch Stein. Danach richtet sich auch die Behandlung.
Die Achylie selbst kann durch Substitution von Vitamin B12 und Pankreatin gebessert werden.

## Ältere Literatur
- Hans Adolf Kühn: Krankheiten des Magens und Zwölffingerdarmes. In: Ludwig Heilmeyer (Hrsg.): Lehrbuch der Inneren Medizin. Springer-Verlag, Berlin/Göttingen/Heidelberg 1955; 2. Auflage ebenda 1961, S. 767–804, hier: S. 785 f. (Achylie).